# Frangepán János vegliai gróf
Frangepán V. János (? – 1393. november 29.) horvát-szlavón főúr, Veglia, Modrus és Zengg grófja, 1392. november 11. és 1393. október 27. között horvát-dalmát és szlavón bán.

## Családja
Frangepán János gróf az egyik legnagyobb hatalmú horvát családba, a Frangepán családba született Frangepán VIII. Bartol vegliai gróf fiaként. Születési ideje nem ismert és a korabeli forrásokban is csak egy 1343. február 21-én kelt oklevélben bukkan fel először. Testvére Frangepán I. István modrusi gróf volt. Egy ismeretlen nevű nővére Hugóhoz, Duino urához mert feleségül, Margit nevű húga pedig Otto von Stuberberg felesége lett. János 1352-ben feleségül vette Annát, VII. Meinhard görzi gróf lányát, akitől Miklós nevű fia született. A menyasszony Ledenicét és Grižanét, Hreljint a Bakaracon és Ličben működő vámmal valamint a Vinodoli Novi melletti Žrnovicán egy malmot és fűrésztelepet hozott nászajándékként.

## Élete
Apjuk halála után 1360-ban testvérével, Istvánnal együtt vette át az irányítást a családi birtokok felett, amelyeket öt év múlva felosztottak egymás között. János megkapta Vinodol felét és az egész Gatán megyét Otocsánnal és Brinjével, valamint valószínűleg Drežnik megyét Szluinnal. Ettől kezdve gyakran tartózkodott Zenggben, Brinjében és Otocsánban.
Az 1360-as évek első felében több diplomáciai küldetést is teljesített I. Lajos magyar király szolgálatában. 1365 márciusában a király nevében békét ajánlott Lodovico della Torre aquileiai pátriárkának és Francesco I. Carrarinak Padova urának. 1380-ban már országnagy volt, egyike azoknak, akik pecsétjükkel tanúsították azt a szerződést, amelyet Nagy Lajos király, valamint anyja és felesége kötött III. Lipót osztrák herceggel Lajos leánya, Hedvig és Lipót fia, Vilmos házasságáról.
Lajos király 1382-es halála után a király leányát, Máriát támogatta a dinasztikus harcokban, testvére II. István pedig a nápolyi Durazzói Károly mellé állt. 1385-ben tagja volt annak a követségnek, amely Mária királynő leendő férjét, I. Lajos orléans-i herceget hozta volna el Franciaországból. 1387-ben részt vett a királynő Novigrádból történt kiszabadításában és a lázadók elleni további hadműveletekben, amiért Luxemburgi Zsigmond királytól megkapta Cetin várát, és Zágráb megyei Klokoč vidékét. 1388-ben az ő és István testvére ösztönzésére állították össze a Vegliai (vagy vrbniki) statutumot, egy glagolita írással írt jogszabály gyűjteményt, mely a veglia szigeti szokásjogokat rögzítette. A gyűjtemény főként büntető- és büntetőjogi, valamint magánjogi előírásokat tartalmaz.
1389-ben összeütközésbe került Korbava uraival a Kurjakovićokkal, ezért a velenceiektől kellett segítséget kérnie, egyúttal segítette a záraiakat és megtámadta Horváti János uralma alatt álló Vránát. Testvére István 1390-ben bekövetkezett halála után megtagadta örököseitől a Modrushoz való jogot, majd hamarosan elszámolt velük. Szluint és Drežnicát, valamint Zengg és Steničnjak felének tulajdonjogát 39 000 aranyforint fejében ismerte el, Trsatot, Bakart és Bribirt, valamint Krk szigetének felét pedig 32 000 aranyforintért adta zálogba unokaöccseinek. Ezt a megállapodást 1390. április 20-án Zsigmond király is megerősítette. Ettől kezdve székhelyét Modrusba helyezte át. Még ebben az évben a modrusi Szent Miklós kolostornak adományozott néhány vegliai birtokot.
1392-ben horvát-dalmát és szlavón bán lett. Ez alkalomból a király megerősítette elődje, Lajos király 1350-ben és 1364-ben kelt okleveleit és megengedte neki, hogy a birtokán lévő összes ércet, beleértve az ezüstöt és az aranyat is, adómentesen ásathassa ki és dolgoztassa fel. Bánként összeütközésbe került a záraiakkal, akik ellen 1393 áprilisában Velencében volt kénytelen segítséget kérni. 1393. november 29-én halt meg, Zenggben a városfalakon kívüli ferences templomban temették el.

## Emléke
Alakja megjelenik Madách Imre: Mária királynő című drámájában.